# Televiziune subacvatică

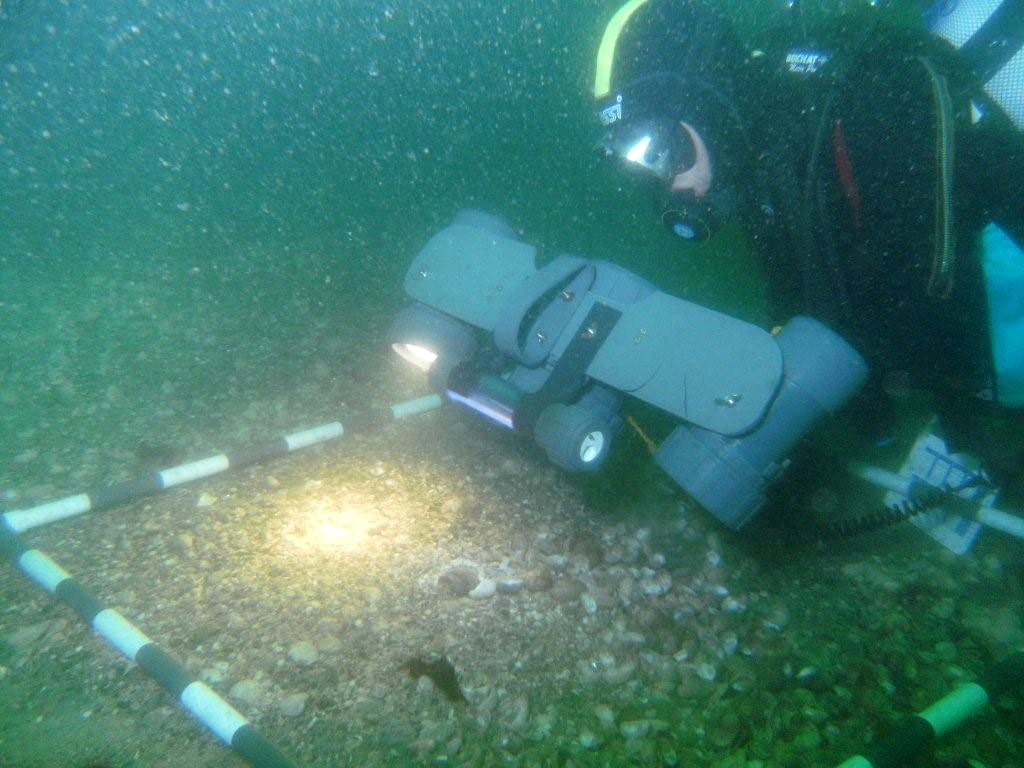
Televiziune subacvatică. Înregistrare marină cu un dispozitiv special

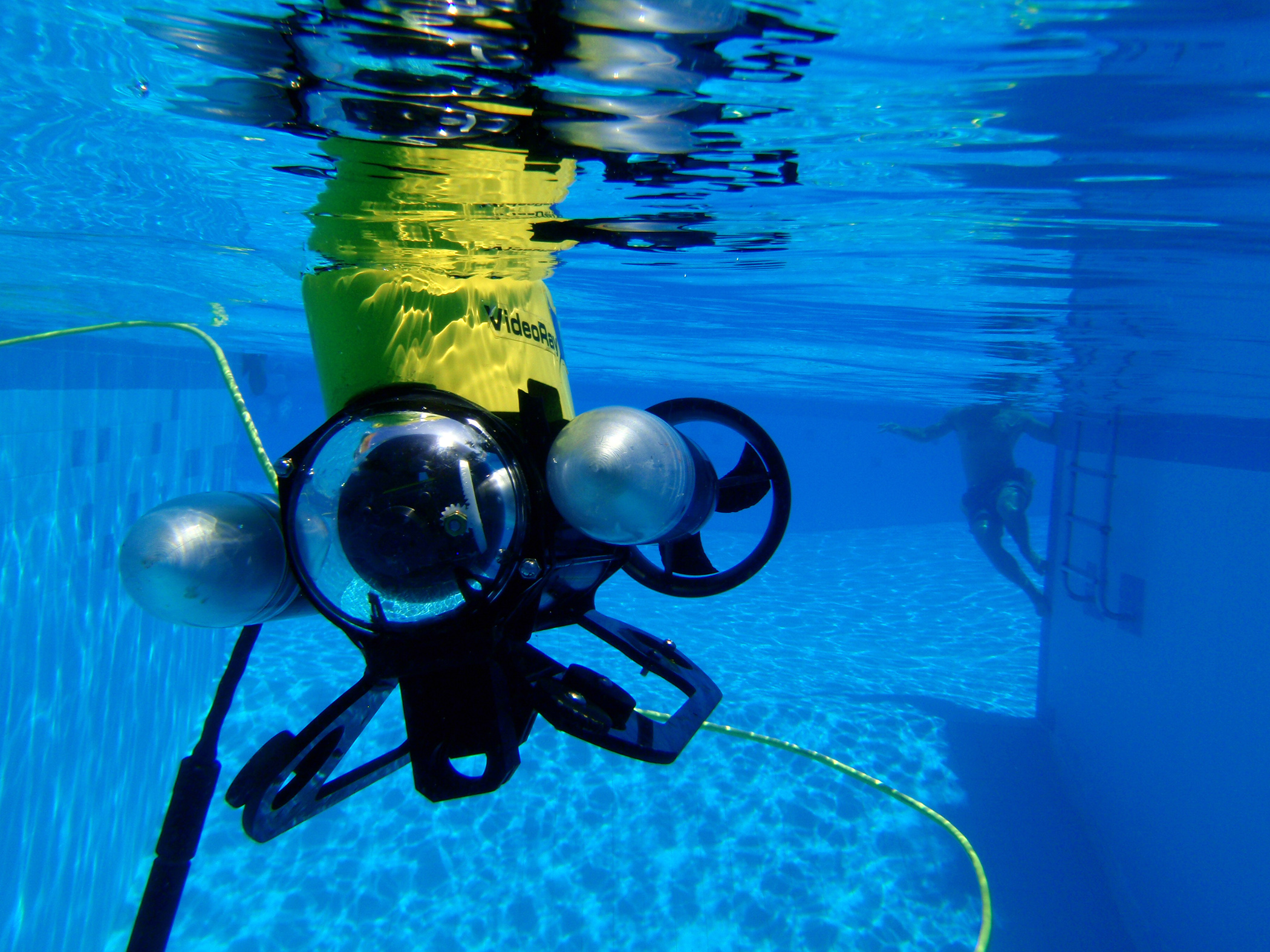
Sistemul de televiziune subacvatică telecomandat [http://en.wikipedia.org/wiki/VideoRay VideoRay

Televiziunea subacvatică reprezintă o tehnică de luare de imagini sub apă și transmiterea lor la suprafață. 
Sistemele de televiziune subacvatică sunt sisteme de televiziune în circuit închis (TVCI), compuse în principal din cameră, monitor, cabluri, conectori subacvatici, înregistrator video la suprafață, sursă electrică pentru iluminare. 
Televiziunea subacvatică a devenit în ultimul timp o metodă importantă de lucru în cadrul activităților de scufundare profesională legate de examinarea sau monitorizarea vizuală a multor lucrări subacvatice, în special a celor offshore din industria petrolului și gazului metan submarin, precum și militare.
Sistemul cu cameră de televiziune permite efectuarea de inspecții prelungite a locurilor care prezintă defecte, pentru completa elucidare a personalului tehnic de specialitate asupra acestora.
Camerele de televiziune subacvatică pot fi purtate de către scafandri, fie prin intermediul mânerului, fie fixate pe casca rigidă, sau pot fi amplasate pe un submersibil, instalate permanent pe fundul mării sau pe o structură imersă fixă (platformă marină), în acest caz fiind telecomandate.
Majoritatea camerelor de televiziune utilizate sub apă sunt complet autonome din punct de vedere electronic, necesitând tensiune redusă de curent continuu.
Camerele de televiziune subacvatică prezintă posibilitatea de a fi utilizate într-o gamă largă de condiții de iluminare. Mare parte a energiei electrice necesară unui sistem de televiziune subacvatică este consumată pentru iluminare. În funcție de aplicație, se utilizează lămpi cu iodură de sodiu, vapori de mercur sau lămpi cu incandescență.
Camerele de televiziune subacvatică trebuie să corespundă cerințelor nu numai din punct de vedere al calităților optice, dar și din punct de vedere constructiv cum ar fi: greutate, gabarit, formă, adâncime maximă de utilizare, capacitate funcțională, cost, portabilitate, suport tehnic necesar de la suprafață, aspecte operaționale, manevrabilitate, capabilitate de a pătrunde în locuri înguste, sisteme de siguranță, posibilități de conectare.
În ultimul timp, au fost relizate sisteme de televiziune subacvatică cu ultrasunete, ce elimiă cablul de legătură cu monitorul aflat la suprafață.
Primele sisteme de televiziune subacvatică au fost simple camere de filmat carcasate.

În anul 1947 s-a folosit o cameră TV subacvatică pentru a se urmări efectele unei explozii nucleare în atolul Bikini din Oceanul Pacific.

La cercetarea epavei submarinului Affray scufundat în Canalul Mânecii, se folosesc în anul 1951 mai multe camere TV subacvatice.

Comandatul Jacques-Yves Cousteau utilizează în anul 1954 camere TV carcasate.

Primul sistem de televiziune subacvatică special conceput pentru lucru sub apă, a fost realizat în anul 1960 de firma Hydro Product, pentru batiscaful Trieste la scufundarea din fosa Marianelor.
Sistemele de televiziune subacvatică sunt utilizate în prezent în mod extensiv de către scafandri la diverse lucrări subacvatice:
- inspectarea platformelor pentru stabilirea gradului de deterioare,
- inspectarea conductelor submarine,
- ranfluarea de nave,
- poziționarea diferitelor structuri submerse,
- efectuarea de lucrări de pozare sau îngropare a conductelor etc.
- inspectarea bazinelor de răcire ale centralelor nucleare.

Luarea de imagini sub apă și transmiterea lor la suprafață, se poate face alb-negru sau color.

## Sisteme alb-negru
Sistemele alb-negru folosesc, în general, teleobiective care se focalizează cu ajutorul unui bloc de comandă de la suprafață, scafandrul neavând, în general, posibilitatea să vadă ce imagine transmite. Scafandrul are doar sarcina să amplaseze și să mențină, într-o anumită poziție, camera. Claritatea și contrastul sunt reglate de operatorul de la monitorul de la suprafață.
Sistemele alb-negru funcționează, în general, cu tensiuni scăzute, de 9...18 V, iar imaginile transmise au o rezoluție de 525 linii (S.U.A.)...625 linii (U.E). Unele sisteme au încorporate și un canal pentru comunicarea cu scafandrul operator. 

Camerele folosesc sisteme de iluminat care sunt necesare în locuri cu vizibilitate scăzută. În general, aceste camere folosesc tuburi Vidicon sau Sit.

## Sisteme color
În prezent, se utilizează trei sisteme de camere TV color subacvatice: 
- cu un singur tub
- cu trei tuburi
- C.C.D. (Charge Coupled Device).

În principiu, aceste sisteme funcționează la fel ca sistemele alb-negru numai că imaginile sunt color. Diferența dintre cele trei tipuri de sisteme color constă în naturalețea cu care acestea transmit culorile.

## Firme producătoare
- Aditech-UW
- Deep Sea
- JW Fishers Arhivat în 10 mai 2009, la Wayback Machine.
- Kongsberg Arhivat în 20 august 2009, la Wayback Machine.
- Powertechvideo
- Rosys Arhivat în 5 aprilie 2010, la Wayback Machine.
- Tritech Arhivat în 30 august 2009, la Wayback Machine.